# Léo Eichmann
Léo Eichmann, né le 24 décembre 1936 à Ernetschwil (Suisse), est un footballeur international suisse qui évolue au poste de gardien de but.

## Biographie

### Carrière en club
Léo Eichmann joue comme gardien de but au FC La Chaux-de-Fonds de 1960 à 1971. Il joue 4 matchs en Coupe d'Europe avec ce club lors de la saison 1964-1965.

### Carrière en sélection
Il compte deux sélections en équipe de Suisse, dont une lors de la Coupe du monde de 1966 en Angleterre contre l'Argentine.

## Palmarès
- Champion de Suisse en 1964 avec le FC La Chaux-de-Fonds
- Vainqueur de la Coupe de Suisse en 1961 avec le FC La Chaux-de-Fonds
- Finaliste de la Coupe de Suisse en 1964 avec le FC La Chaux-de-Fonds